# Граматиково
Грамати́ково (болг. Граматиково) — село в Бургаській області Болгарії. Входить до складу громади Малко-Тирново.

## Населення
За даними перепису населення 2011 року у селі проживали 382 особи.
Національний склад населення села:
| Національність   | Кількість осіб | Відсоток |
| ---------------- | -------------- | -------- |
| болгари          | 319            | 84,4%    |
| цигани           | 57             | 15,1%    |
| Всього відповіли | 378            |          |

Розподіл населення за віком у 2011 році:
Динаміка населення: